# Glandon (rivière)
Pour les articles homonymes, voir Glandon (homonymie).
Le Glandon est un torrent de montagne des Alpes françaises, situé en Savoie, dans la vallée de la Maurienne, donc un affluent de l'Arc, et un sous-affluent du Rhône par l'Isère.

## Géographie
D'une longueur de 20,4 kilomètres,
Le torrent prend sa source à 1 951 m d'altitude, au col du même nom, le col du Glandon, bien connu comme passage du Tour de France.
Le Glandon rejoint la vallée des Villards avant d'atteindre l'Arc, sur le territoire de la commune de Saint-Avre où s'effectue la confluence.
Le Glandon traverse ou longe les territoires des communes de Saint-Colomban-des-Villards, Saint-Alban-des-Villards, Saint-Étienne-de-Cuines, Sainte-Marie-de-Cuines et Saint-Avre.

## Aménagements
En 2003, des aménagements hydro-électriques (retenue d'eau de la Chal) sont réalisés sur son cours, à la hauteur de Saint-Colomban-des-Villards afin d'alimenter une micro-centrale en aval.
Le Glandon est également un parcours de pêche sportive classé 1re catégorie. On y rencontre principalement la truite Fario (Salmo trutta).
La rivière traverse l'autoroute A43 par un pont-rivière à Saint-Étienne-de-Cuines.